# زايد أوسكونتي
زايد أوسكونتي يعرف كذلك بزايد أوحساين أوسكونتي (بالفرنسية: Zaïd Ou Hsaïn Ou Skounti)، ولد بقرية تاسكونتيت في منطقة إيغفمان قيادة أملاكو حوالي 1890،من زعماء المقاومة المسلحة جنوب شرقي المغرب. قتل في حادث دبره أحد عملاء فرنسا انتقاما منه يوم 10 يوليو 1943 عندما دعاه إلى رحلة صيد قبل أن يدفعه من أعلى قمة جبل يسمى بروج.

## حياته
ينتمي زايد أوسكونتي إلى فخذة أيت عيسى إيزم قبيلة أيت مرغاد، المنضوية تحت لواء اتحادية آيت يفلمان.
مذ كان صغيرا وهو يحلم أن يصبح فارسًا ومحاربًا. لم يتأخر حلمه كثيرا، حيث رافقه والده إلى معركة بوذنيب عام 1908،التي خاضها المغاربة ضد الجيش الفرنسي الذي كان يحاول التوغل إلى التراب المغربي انطلاقا من الجزائر.
أرسله والده إلى ميدالت للتعلم رفقة القائد موحى وعسو، وهناك احتك عن قرب بالكثير من الوجهاء والأعيان فبدأ وعيه يتشكل إزاء ما يحاك ضد المغرب من مؤامرات استعمارية.
تزوج زايد أوسكونتي من سيدتين الأولى كانت تدعى إيطو حمو وهي من نفس فخذته القبلية أيت عيسى إيزم والأخرى اسمها عائشة أوسو من تاديغوست.
شارك في الكثير من المعارك التي خاضها المقاومون ضد الجيش الفرنسي جنوب شرقي المغرب، أبرزها: بوذنيب (1908)، تافيلالت (1918-1919)، تودغى (1918-1919)، آيت يعقوب وتونفيت (1929-1930)، تاردا (1930)، تازيزاوت (1932)، سردرار (1932)، معركة بادو (1933) التي كان أحد قاداتها الكبار.
جعلت قيادته لقبائل أيت مرغاد في معركة بادو المطلوب الأول لدى فرنسا حينها وموضوع صالوناتها وأحاديث السياسيين الفرنسيين.
يوم 29 أغسطس 1933، أي مباشرة بعد نهاية معركة بادو استقبل الجنرال الفرنسي جيرو القائد زايد أوسكونتي الذي أمر بوضعه تحت الإقامة الجبرية في تاديغوست من عام 1933 إلى عام 1937. وتحت ضغط من بعض وجهاء قبيلته المؤثرين أرسلوا إليه من قبل الفرنسيين، وافق أخيرا على أن يصبح قائدًا لدائرة آيت مرغاد بأسول،حيث استقر في تيمطديت على بعد كيلومترات من أسول وشغل منصب القائد حتى وفاته المأساوية في 10 يوليو 1943 في حادث أثناء خروجه إلى رحلة صيد على مرتفعات قرية آيت إبراهيم دعاه إليها أحد أصدقائه الذي قيل إنه سخر من طرف فرنسا انتقاما من زايد أوسكونتي من جراء ما أذاقها من ويلات طيلة عقود.